# Těhotenský test

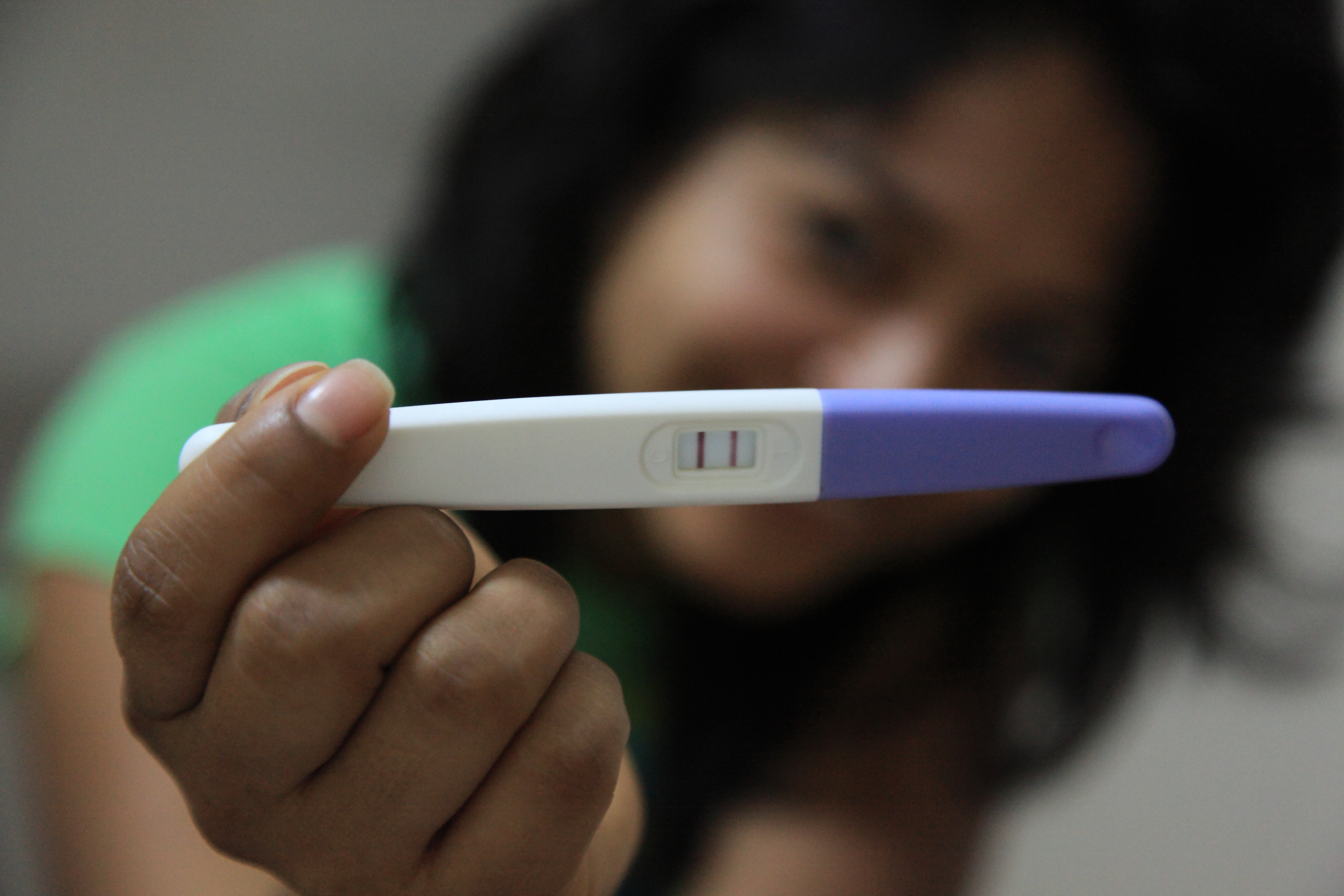
Těhotenský test

Těhotenský test (založený na detekci hCG)

Těhotenský test je spolehlivou a snadnou pomůckou pro zjištění těhotenství.

## Princip testu
Těhotenský test lze provést analýzou vzorku ženské moči nebo krve. Test vyhodnocuje přítomnost lidského hormonu choriogonadotropinu (hCG). Tento hormon začíná být produkován placentou v momentě, kdy se vajíčko uhnízdí v děloze. Během čtyřiadvaceti hodin se produkce hCG zdvojnásobí. Hormon hCG se ukáže nejprve v oběhovém systému a o pár dní později i v moči ženy. Čas implantace však není totožný s datem početí. Průnik spermie vajíčkem se uskuteční v průběhu ovulace. Implantace proběhne většinou po šesti i více dnech po početí.

## Test z moči
Těhotenský test zjišťuje hladinu hCG v moči a vyrábí se v několika citlivostech na přítomnost hormonu. Nejcitlivější z testů by mohl zaznamenat zvýšenou hladinu hCG již týden po uhnízdění vajíčka na děložní sliznici, lékaři však doporučují provést test z moči nejdříve v den očekávané menstruace anebo po jejím vynechání. K testu je nejvhodnější použít první ranní moč.

## Test z krve
Test z krve si může provést každá žena doma sama. Krev se odebírá vpichem do bříška prstu. Test dokáže rozpoznat graviditu již osmý až devátý den po oplodnění a lze jej uskutečnit kdykoliv během dne.

## Vyhodnocení testu
Testovací proužek má dvě zóny – kontrolní a testovací. Zobrazení kontrolní čárky znamená, že test je negativní. Zobrazení kontrolní i testovací čárky znamená pozitivní výsledek. Při zobrazení pouze testovací čárky nebo žádné je test neplatný.

## Falešný výsledek těhotenského testu
- Falešně pozitivní výsledek mohou způsobit některá onemocnění (např. nádorová onemocnění, cysty na vaječnících), podávání hormonálních léků k vyvolání ovulace, nebo se může objevit po porodu, potratu a kyretáži.[3]
- Falešně negativní výsledek může způsobit příliš zředěná moč nebo krev, nebo užívání některých léků zejména diuretik nebo antihistaminik.[1]

## Historie
Těhoteský test se v minulosti prováděl na žábě drápatce vodní. Ve 30. až 60. letech 20. stol. dovážely laboratoře na celém světě drápatky z Jihoafrické republiky.